# Saue (Saku)
Saue is een plaats in de Estlandse gemeente Saku, provincie Harjumaa. De plaats heeft de status van dorp (Estisch: küla). Het dorp ligt ten zuidoosten van de stad Saue.
Tussen 1976 en 2014 heette het dorp Kanama. In 2014 kreeg het zijn oude naam weer terug.

## Bevolking
Het dorp had 114 inwoners op 31 december 2011 en 163 inwoners op 31 december 2021.